# Соловьёв, Евгений Павлович
Евгений Павлович Соловьёв — советский хозяйственный и политический деятель.

## Биография
Родился в 1915 году в Минусинске. Член КПСС с 1943 года.
С 1931 года — рабочий, помощник технорука на прииске.
Участник Великой Отечественной войны: стрелок взвода ПТР 12-го гвардейского стрелкового полка 33-й армии
В 1943—1983 гг. — председатель сельсовета, заведующий райсельхозотделом, председатель райисполкома, директор МТС, директор совхоза «Сут-Холь» Дзун- Хемчикского района Тувинской АССР.
Избирался депутатом Верховного Совета СССР 6-го созыва. Делегат XXII съезда КПСС.
Умер в 1992 году.

## Награды
- Орден Отечественной войны I степени
- Орден Трудового Красного Знамени[2]
- Орден Красной Звезды
- Орден Знак Почёта[2]